# Борщ, Евгений Григорьевич
Евгений Григорьевич Борщ — советский хозяйственный и политический деятель.

## Биография
Родился в крестьянской семье. Трудовую деятельность начал в 1944 году учеником слесаря машинно-тракторной станции (МТС), работал слесарем, трактористом, шофером в Одесской области.
Окончил техникум и Одесский институт пищевой и холодильной промышленности. Член КПСС.
С 1951 года — на руководящей хозяйственной и партийной работе в Одесской области.
На 1966 год — 2-й секретарь Ильичевского районного комитета КПУ города Одессы.
С 1968 по 1971 годы — 1-й секретарь Ильичевского районного комитета КПУ города Одессы.
Делегат XXIV съезда КПСС.
С 1971 по июнь 1977 года — председатель президиума Одесского областного совета профессиональных союзов.
С 7 июня 1977 по 3 января 1984 года — секретарь Одесского областного комитета КПУ.
С 1984 года — директор Одесского завода «Импульс».
Потом — на пенсии в городе Одессе.
Умер 14 марта 2005 года, похоронен на Втором христианском кладбище в Одессе.

## Награды
- Орден Октябрьской Революции
- Орден Трудового Красного Знамени (дважды)